# Université du sud de Kyūshū

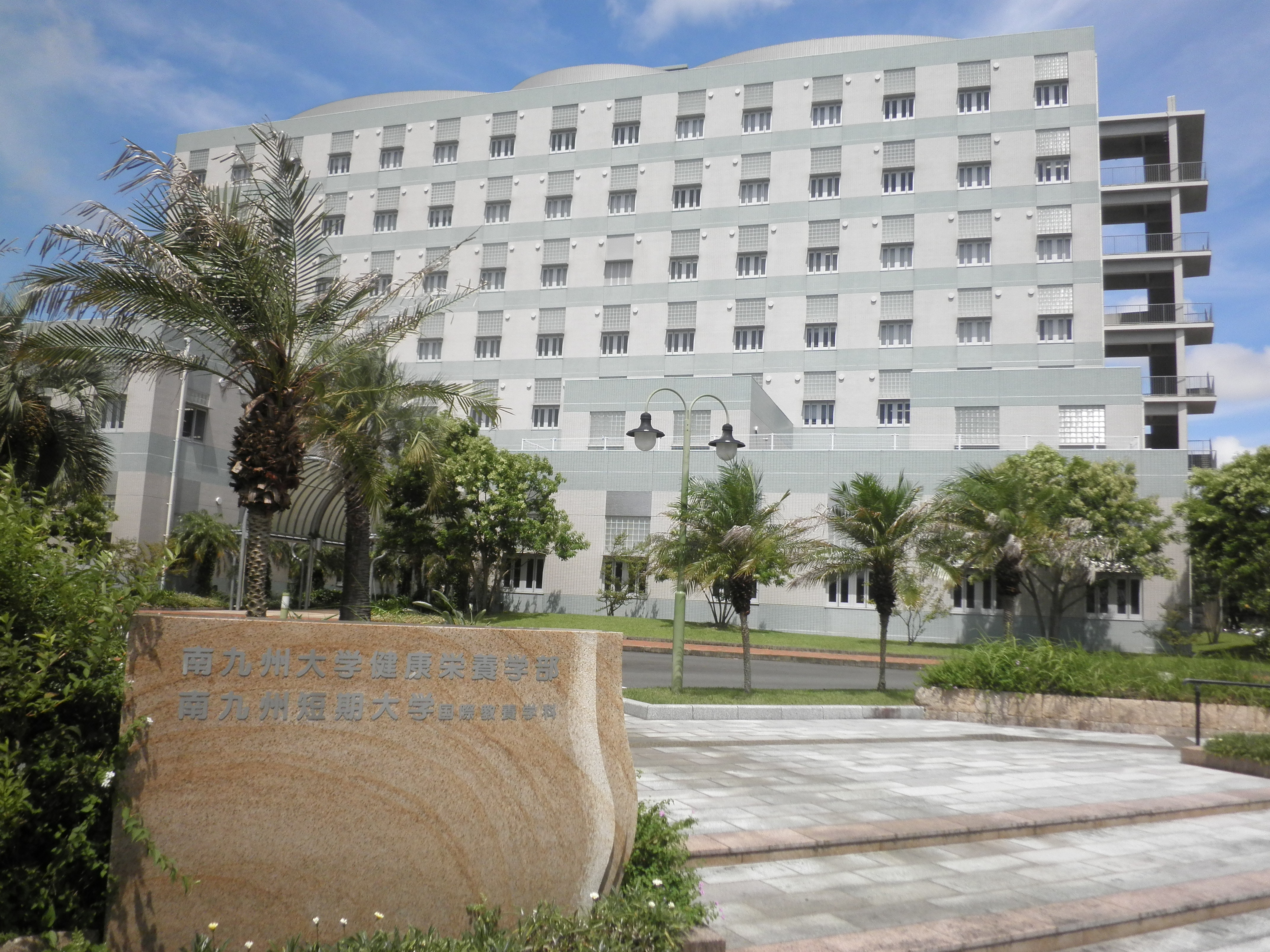
Campus de Miyazaki de l'Université Minami-Kyushu

L'université du sud de Kyūshū (南九州大学, minamikyūshūdaigaku) est une université privée japonaise, se situant à Miyazaki dans le Kyūshū. Elle est souvent appelée Nankyūdai (南九大).